# Đập

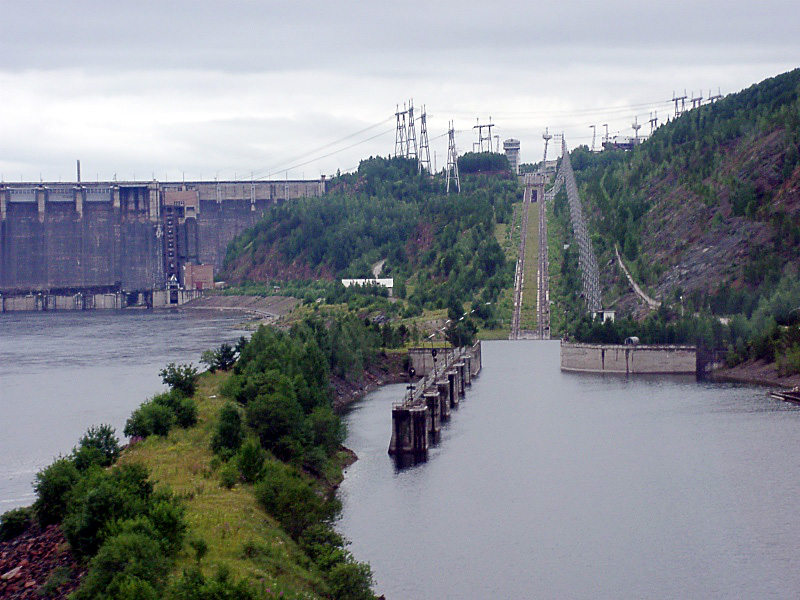
Đập Krasnoyarsk, Nga

Đập nước là loại công trình nhằm ngăn dòng nước mặt hoặc ngăn dòng giữ nước từ các con sông, suối nhằm khai thác sử dụng tài nguyên nước. Các nhà máy thủy điện, nhà máy thủy điện tích năng lợi thường đi cùng với đập.

## Lịch sử

### Các đập cổ đại
Việc xây dựng đập sớm nhất là ở Mesopotamia và Trung Đông. Các đập được dùng để kiểm soát mực nước, đối với thời tiết Mesopotamia ảnh hưởng đến các sông Tigris và Euphrates, và có thể khó dự đoán.
Đập được biết đến sớm nhất là Đập Jawa ở Jordan, cách thủ đô Amman 100 kilômét (62 mi) về phía đông bắc. Loại đập trọng lực này có độ cao ban đầu 9 m (30 ft) và từng đá rộng 1 m (3 ft 3 in), được xây trên nền đất rộng 50 m (160 ft). Công trình này có tuổi 3000 TCN.
Đập Sadd-el-Kafara của Ai Cập cổ đại ở Wadi Al-Garawi, cách Cairo 25 km (16 mi) về phía nam có chiều dài 102 m (335 ft) ở chân và rộng 87 m (285 ft). Công trình này được xây dựng khoảng 2800 hoặc 2600 TCN. là một loại đập khống chế lũ, nhưng đã bị phá hủy bởi trận mưa lớn trong khi xây dựng hoặc ngay sau khi hoàn thành.
Vào giữa cuối thể kỷ 3 TCN, một hệ thống quản lý nước phức tạp ở Dholavira ngày nay của Ấn Độ đã được xây dựng. Hệ thống này gồm 16 hồ chứa, đập và nhiều kênh dẫn để thu gom và trữ nước.
Eflatun Pinar là một loài đập Hittite và đền thờ mùa xuân gần Konya, Thổ Nhĩ Kỳ. Nó được cho là có mặt từ thời kỳ đế chế Hittite vào khoảng thế kỷ XV và XIII TCN.
Kallanai được xây dựng bằng đá không đẻo với chiều dài hơn 300 m (980 ft), cao 4,5 m (15 ft) và rộng 20 m (66 ft) cắt qua dòng chính của sông Kaveri ở Tamil Nadu, miền nam Ấn Độ. Cấu trúc nền của đập có tuổi thế kỷ II và được xem là một trong những công trình dẫn nước hay điều tiết nước cổ nhất trên thế giới vẫn còn đang sử dụng. Mục đích của đập này là chuyển hướng nước của sông Kaveri sang vùng đồng bằng châu thổ màu mở để tưới tiêu thông qua hệ thống kênh đào.
Đô Giang Yển là hệ thống thủy lợi cổ nhất còn tồn tại ở Trung Quốc bao gồm một đập chuyển dòng nước. Nó được hoàn thành vào năm 251 TCN. Một đập lớn bằng đất được thực hiện bởi lệnh doãn của nước Sở, công trình dâng nước ngập thung lũng mà ngày nay là miền bắc của tỉnh An Huy, đã tạo ra một bể tưới tiêu rất lớn (với chu vi 100 km (62 mi)), hồ chứa này vẫn còn tồn tại đến ngày nay.

### Kỹ thuật của người La Mã

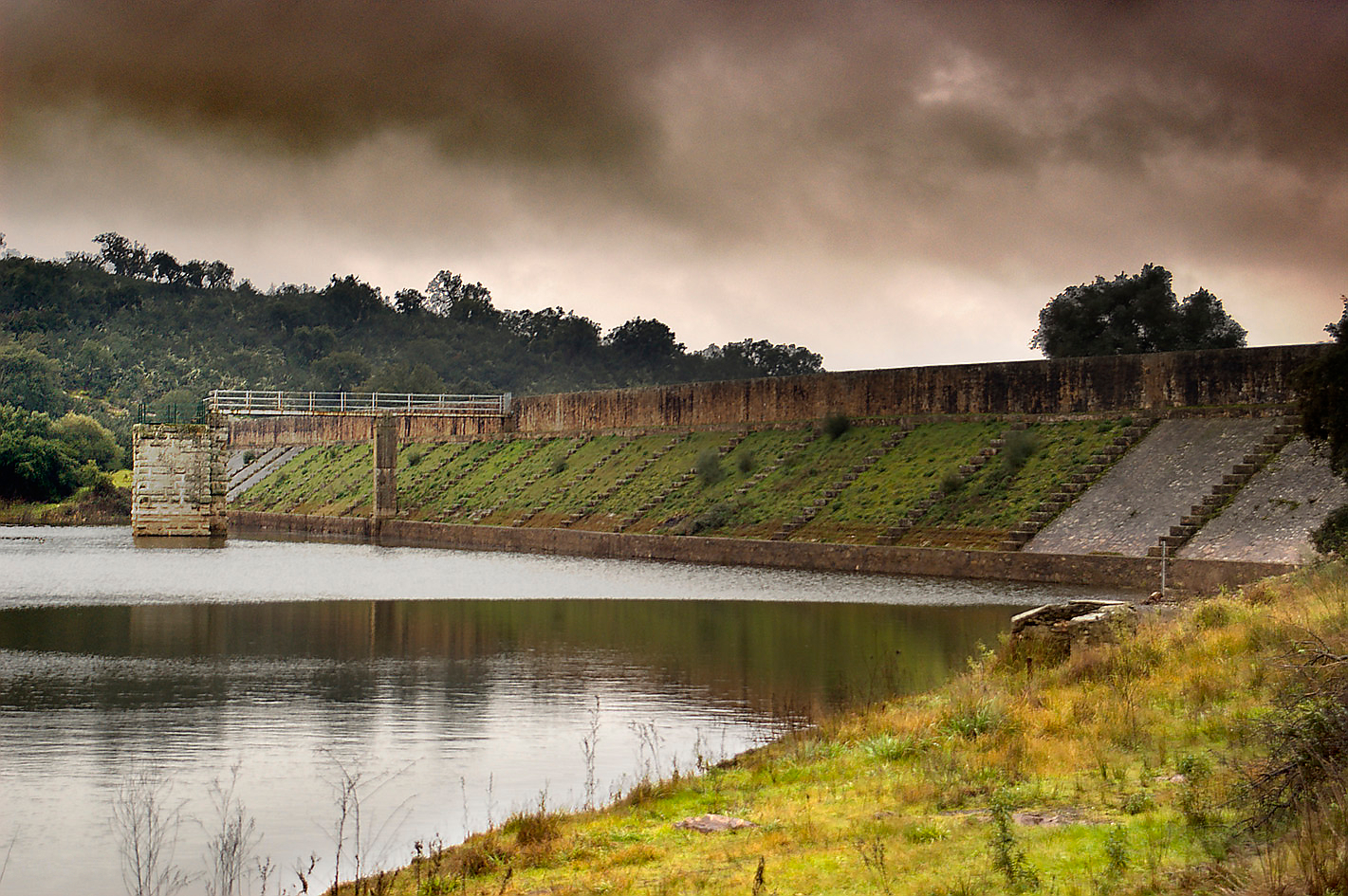
Đập Cornalvo ở Tây Ban Nha đã được sử dụng trong gần 2 thiên niên kỷ.

Việc xây dựng đập La Mã đặc trưng bởi "khả năng của người La Mã về lên kế hoạch và tổ chức xây dựng công trình quy mô lớn". Các nhà quy hoạch La Mã đã đưa ra khái niệm lạ thường thời đó về các đập chứa nước lớn có để đủ cung cấp nước lâu dài cho các khu đô thị cũng như qua mùa khô. Việc sử dụng tiên phong của họ về vữa không thấm thủy lực và đặc biệt bê tông La Mã cho phép xây dựng những công trình lớn hơn rất nhiều so với trước đó, như Đập Lake Homs, có thể là đập cản nước lớn nhất vào thời đó, và Đập Harbaqa, cả hai đều ở Syria thuộc La Mã. Đập La Mã cao nhất là đập Subiaco ở gần Rome; độ cao kỷ lục của nó 50 m (160 ft) vẫn không có công trình nào vượt qua mãi cho đến khi nó bị phá hủy vào năm 1305.
Các kỹ sư La Mã đã sử dụng thường xuyên các thiết kế tiêu chuẩn cổ như đập kè và đập trọng lực. Bên cạnh đó, họ đã thể hiện một trình độ sáng tạo cao, họ đã đưa ra hầu hết những thiết kế đập cơ bản khác mà hiện nay vẫn chưa được biết rõ. Các kiểu thiết kế bao gồm đập vòng cung trọng lực, đập vòng cung, đập có trụ chống và đập vòng cung có nhiều trụ chống, tất cả các loại này đã được biết đến và được ứng dụng vào thế kỷ II. Lực lượng lao động La Mã cũng tiên phong trong việc xây dựng các cây cầu đập như Cầu Valerian ở Iran.

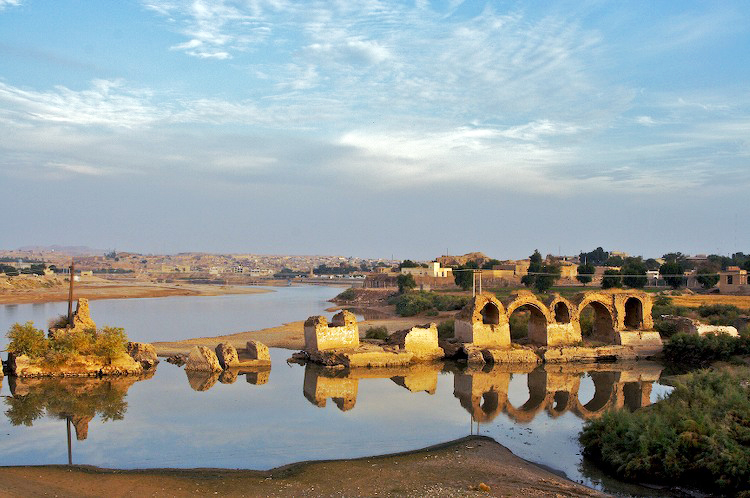
Phần còn sót lại của đập Band-e Kaisar, được người La Mã xây vào thế kỷ III.

Ở Iran, các đập cầu như Band-e Kaisar được sử dụng để cung cấp thủy điện qua các bánh xe nước, một loại bánh thủy lực vận hành nhờ sức nước. Một trong những đập cầu đầu tiên được người La Mã xây dựng là ở Dezful, nó có thể dâng lên cao 50 cubit để cung cấp cho tất cả nhà cửa trong thị trấn. Những đập chuyển dòng cũng được biết đến. Các đập Milling đã được giới thiệu, các kỹ sư Hồi giáo gọi là Pul-i-Bulaiti. Loại đập mill đầu tiên được xây dựng ở Shustar trên sông Karun, Iran, và nhiều đập loại này sau đó được xây dựng ở những nơi khác nhau trong thế giới Hồi giáo. Nước được dẫn từ phía sau đập qua một ống lớn để làm xoay bánh xe và cối xay nước. Vào thế kỷ X, Al-Muqaddasi đã mô tả nhiều đập ở Ba Tư. Ông ghi nhận rằng có một cái ở Ahwaz dài hơn 910 m (3.000 ft), và nó có nhiều bánh xe nước đưa nước vào đường ống dẫn về các bể chứa trong thành phố. Một cái khác, đập Band-i-Amir, đã cung cấp nước tưới tiêu cho 300 ngôi làng.

### Trung Cổ
Hà Lan, một quốc gia nằm ở vùng đất thấp, các đập của nó thường dùng để ngăn sông nhằm điều tiết nước và ngăn nước biển tràn vào vùng đất lầy lội. Các đập này thường đánh dấu sự khởi đầu của một thị trấn hay thành phố bởi vì nó tạo sự thuận lợi cho việc băng qua sông ở những nơi như vậy, và thường được đặt tên địa danh trong tiếng Hà Lan.
Ví dụ thủ đô Hà Lan, Amsterdam (tên cũ là Amstelredam) bắt đầu bằng một đập qua sông Amstel vào cuối thế kỷ XII, và Rotterdam bắt đầu bằng một đập qua sông Rotte, một chi lưu nhỏ của Nieuwe Maas. Quảng trường trung tâm Amsterdam, bao phủ một diện tích nguyên thủy của một đập có tuổi 800 năm, vẫn còn mang tên Dam Square hay the Dam.

### Thời kỳ công nghiệp

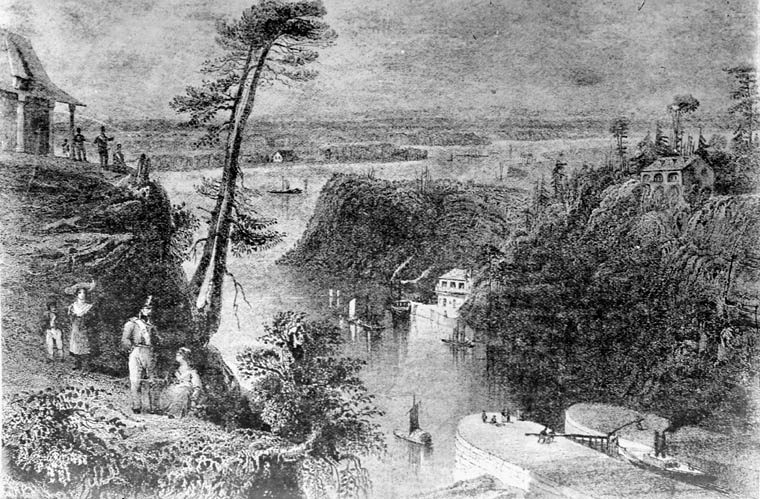
Đập chắn kênh đào Rideau ở Bytown.

Người La Mã là người đầu tiên dựng đập vòng cung, nơi mà phản lực từ mố làm ổn định cấu trúc với áp lực thủy tĩnh bên ngoài, nhưng chỉ có trong thế kỷ XIX các kỹ năng kỹ thuật và vật liệu xây dựng chỉ có thể xây dựng những đập vòng cung kiểu lớn đầu tiên.
3 đập vòng cung đầu tiên được xây dựng trong thời Đế chế Anh vào đầu thế kỷ XIX. Henry Russel thuộc kỹ sư hoàng gia đã giám sát việc xây dựng đập Mir Alam năm 1804, đập này cung cấp nước cho thành phố Hyderabad (nó vẫn được sử dụng cho đến ngày nay). Đập có độ cao 12m và bao gồm 21 cung.
Vào thập niên 1820 và 1830, Lieutenant-Colonel John By đã giám sát việc xây dựng kênh đào Rideau ở Canada gần nơi mà ngày nay là Ottawa và đã xây một loại các đập chịu lực cong như là một phần của hệ thống dẫn nước. Đặc biệt, đập Jones Falls được John Redpath xây đã hoàn thành vào năm 1832 là đập lớn nhất Bắc Mỹ và là một công trình kỹ thuật tuyệt vời lúc đó. Để giữ và kiểm soát nước trong quá trình xây đập, hai cống-là các kênh đào được xây dựng để dẫn nước. Cống thứ nhất gần chân đập và nằm về phía đông. Cống thứ 2 đặc đặt ở phía tây, cao khoảng 6 m trên chân đập. Để chuyển đổi từ cống thấp sang cống cao, cửa xả của Sand Lake được đóng lại.
Hunts Creek gần thành phố Parramatta, Úc được ngăn đập trong thập niên 1850, để phục vụ cho nhu cầu về nước do dân số ngày càng tăng của thành phố. Thân đập đập cánh cung masonry được Lieutenant Percy Simpson thiết kế, ông là người chịu ảnh hưởng của những tiến bộ về kỹ thuật công nghệ đập của hội Kỹ sư hoàng gia Ấn Độ. Đập tốn chi phí 17.000 bảng và được hoàn thành năm 1856 là đập có kỹ thuật đầu tiên được xây ở Úc, và là đập cánh cung thứ 2 trên thế giới được xây dựng theo các thông số toán học.
Đập loại này đầu tiên ở Pháp được xây dựng trước đó 2 năm. Nó cũng là đập cánh cung đầu tiên của thời kỳ công nghiệp ở Pháp, và nó được François Zola xây ở xã Aix-en-Provence để cải thiện cung cấp nước sau đại dịch tả năm 1832 đã tàn phá vùng này. Sau sự phê chuẩn của hoàng gia năm 1844, đập được xây dựng hơn một thập niên sau đó. Công việc xây dựng được tiến hành dựa trên những kết quả toán học cơ bản về phân tích ứng suất.
Đập 75-dặm gần Warwick, Úc có lẽ là đập cánh cung bê tông đầu tiên trên thế giới. Được thiết kế bởi Henry Charles Stanley năm 1880 với một đập tràn và một cửa xả đặc biệt, nó dâng nước cao 10 m.
Vào nửa cuối thế kỷ XIX, những tiến bộ đáng kể về lý thuyết khoa học của thiết kế đập xây khối được đưa ra. Điều này đã chuyển đổi thiết kế đập, từ việc dựa trên phương pháp thực nghiệm sang một cách chuyên nghiệp hơn là dựa trên khung lý thuyết khoa học được áp dụng một cách nghiêm ngặt. Sự cải tiến này được tập trung nghiên cứu trong các Khoa kỹ thuật của các trường đại học ở Pháp và Liên hiệp Anh. William John Macquorn Rankine ở đại học Glasgow là người tiên phong hiểu biết về lý thuyết các cấu trúc đập, được thể hiện trong bài báo năm 1857 của ông về On the Stability of Loose Earth (tính ổn định của đất bở rời). Lý thuyết Rankine cung cấp sự hiểu biết rõ về các nguyên lý trong việc thiết kế đập. Ở Pháp, J. Augustin Tortene de Sazilly đã giải thích các cơ chế phải đối mặt với các loại đập trọng lực khối xây và đập Zola là đập đầu tiên được xây dựng dựa trên những nguyên lý này.

### Các con đập lớn

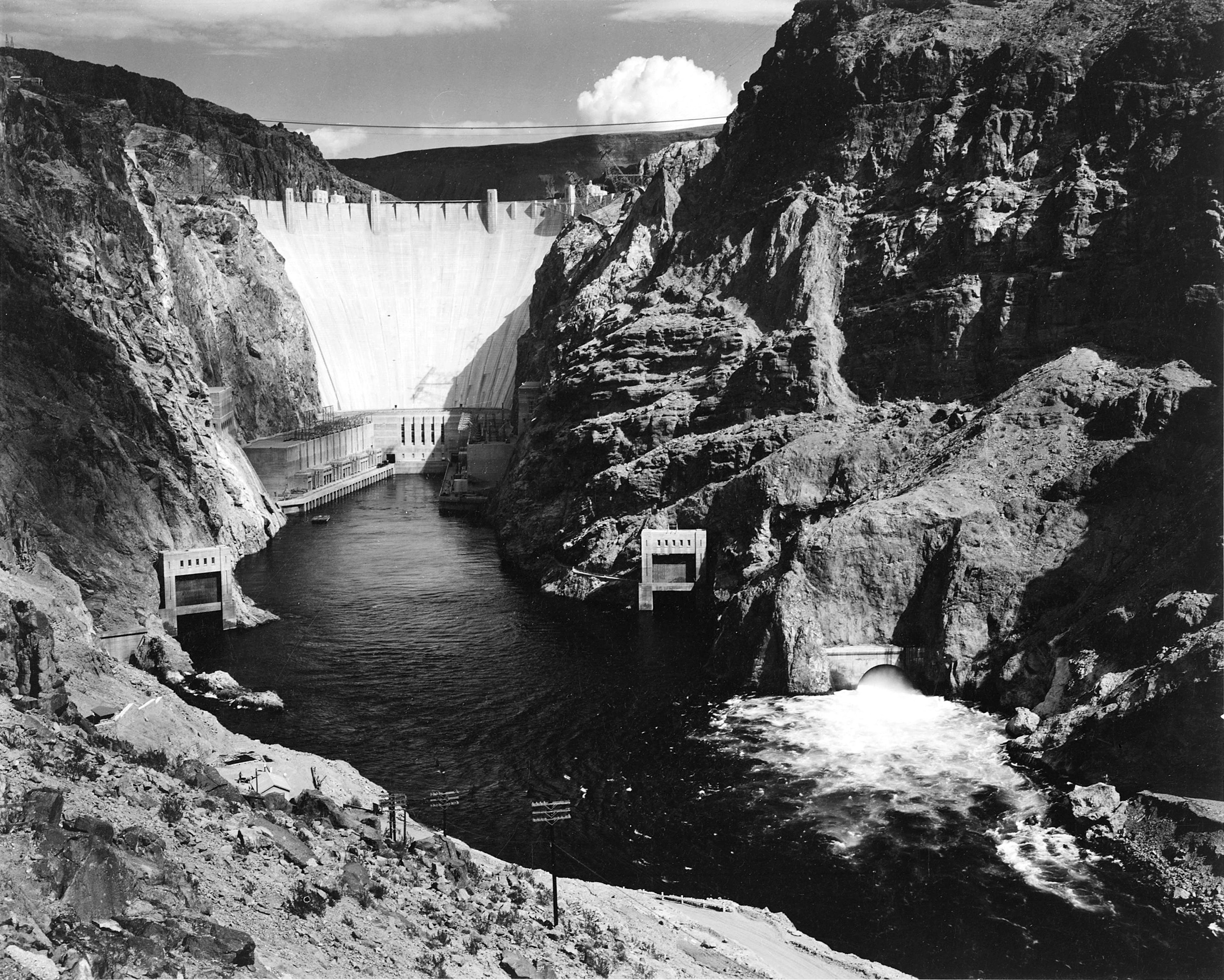
Đập Hoover của Ansel Adams, 1942.

Thời đại của các con đập lớn được bắt đầu với việc xây dựng các đập Aswan hạ ở Ai Cập vào năm 1902, một đập trọng lực chống đỡ trên sông Nile. Sau cuộc xâm lược và chiếm đóng Ai Cập năm 1882, người Anh bắt đầu xây dựng đập Aswan vào năm 1898. Dự án được Sir William Willcocks thiết kế và hàng loạt kỹ sư lỗi lạc của thời kỳ đó tham gia, trong đó có Sir Benjamin Baker và Sir John Aird. Hai người này có công ty John Aird & Co. được chọn làm nhà thầu chính. Vốn và tài chính do công ty Ernest Cassel cung cấp. Đập được xây dựng từ năm 1899 tới năm 1902 với một quy mô chưa từng thấy, đến khi hoàn thành, đập này đã trở thành đập gạch lớn nhất thế giới.
Đập Hoover là đập trọng lực cánh cung bê tông khối, được xây dựng ở Black Canyon trên sông Colorado, trên ranh giới giữa hai tiểu bang Arizona và Nevada trong khoảng năm 1931 và 1936 trong suốt thời kỳ đại suy thoái. Năm 1928, Quốc hội Hoa Kỳ ủy quyền cho dự án xây đập nhằm kiểm soát lũ lụt, cung cấp nước tưới tiêu và phát thủy điện và công ty thắng thầu xây dựng đập là Six Companies, Inc.. Cấu trúc đập bê tông lớn này chưa từng được xây dựng trước đó, và một số kỹ thuật cũng chưa được chứng minh. Thời tiết khô nóng mùa hè và thiếu các phương tiện gần vị trí xây dựng cũng là những khó khăn. Tuy nhiên, Six Companies đã hoàn thành và chuyển giao đập cho chính phủ vào 01 tháng 3 năm 1936, trước thời hạn 2 năm.
Đến năm 1997, ước tính có 800.000 đập trên thế giới, 40.000 trong số đó có độ cao hơn 15 m (49 ft).

## Phân loại
Tùy theo tiêu chí phân loại mà người ta chia đập thành các loại khác nhau. 
- Theo chế độ thủy lực phân ra làm hai loại: đập dâng (không cho nước tràn qua) và đập tràn (cho nước tràn qua).
- Theo vật liệu để xây dựng đập: đập đất (vật liệu làm bằng đất), đập đá đổ, đập bê tông...
- Theo thiết kế trên mặt bằng: đập vòm (với đỉnh đập hình cánh cung),...

## Một số thuật ngữ
- Đỉnh đập
- Vai đập
- Ngưỡng tràn
- Thân đập
- Trục đập
- Mặt cắt đập: được giải thích kĩ hơn trong phần dưới đây:

## Mặt cắt đập
Mặt cắt đập là phần giao cắt giữa thân đập và mặt phẳng thẳng đứng vuông góc với trục đập. Các đập nhỏ, kết cấu đơn giản thường có mặt cắt hình thang. Với những công trình lớn, cần xét đến cả chế độ thủy động lực khi vận hành, mặt cắt của đập phải được thiết kế một cách xuôi thuận theo nghĩa nó cho được lượng lớn dòng chảy đi qua mà không tạo ra những xoáy cuộn có sức phá hoại. Dạng mặt cắt đập thường theo profile của dòng chảy tự do, từ đó dẫn đến một số chuẩn trong thiết kế (như mặt cắt thực dụng, mặt cắt Ofiserov).

## Xây dựng đập

### Các mục đích chung
| Chức năng                      | Ví dụ |
| ------------------------------ | --- |
| Phát điện                      | Thủy điện là một nguồn phát điện chính trên thế giới hiện nay. Nhiều quốc gia có nhiều sông và đủ nước phục vụ cho nhu cầu này. Ví dụ, đập Itaipu trên sông Paraná ở Nam Mỹ phát công suất 14 GW và cung cấp 93% lượng điện tiêu thụ của Paraguay và 20% lượng tiêu thụ của Brazil tính đến năm 2005.                                                                      |
| Cấp nước                       | Nhiều vùng đô thị trên thế giới được cấp nước từ các conn đập. Ví dụ như Luân Đôn – nguồn nước từ sông Thames và Chester với nước được lấy từ River Dee. Các nguồn chính khác gồm các hồ chứa của các con đập chắn ngang các thung lũng sâu như một loạt các đập và hồ chứa trên Claerwen.                                                                                 |
| Ổn định dòng chảy/Tưới tiêu    | Các đập thường được dùng để kiểm soát và ổn định dòng chảy, thường phục vụ cho các mục đích nông nghiệp và tưới tiêu, các dạng hồ chứa liên quan đến mục đích này được gọi là hồ thủy lợi. Các đập khác như Berg Strait có thể giúp ổn định và hồi mục mực nước trong các hồ nội địa và các biển, như trường hợp của biển Aral.                                            |
| Kiểm soát lũ                   | Các đập như Blackwater thuộc Webster, New Hampshire và Delta Works được xây dựng để kiểm soát lũ. |
| Phục hồi đất                   | Các đập (thường được gọi là đê trong ngữ cảnh này) được dùng để chắn nước cho một khu vực tránh bị ngập, cho phép con người khai hoang. |
| Chuyển dòng nước               | Một dạng đập nhỏ đặc biệt được dùng để chuyển hướng dòng chảy phục phụ tưới tiêu, phát điện, hoặc các mục đích sử dụng khác. Thỉnh thoảng, chúng được dùng để chuyển nước đến một lưu vực hoặc một hồ chứa nước khác để tăng dòng chảy vào đây và cải tạo sử dụng nước trong một khu vực cụ thể.                                                                           |
| Giao thông thủy                | Các đập tạo ra các bể chứa nước sâu và cũng có thể thay đổi dòng chảy dưới hạ nguồn. Điều này lại ảnh hưởng đến giao thông của thượng và hạ nguồn qua sự thay đổi độ sâu đáy sông. Vùng nước sâu hơn tăng khả năng di chuyển của tàu bè. Các đập lớp có thể phục vụ mục đích này nhưng thường xuyên nhất là dùng âu thuyền.                                                |
| Giải trí và cảnh quan vực nước | Các đập được xây dựng cho bất kỳ mục đích nào như đã nêu trên có thể đem lại những giá trị khác thay đổi theo thời gian so với mục đích ban đầu. Tuy nhiên, cộng đồng địa phương có thể đến đó vì các lý do giải trí và thẩm mỹ. Thường thì hồ chứa có mặt nước yên tĩnh và cây xanh bao quanh, khung cảnh như vây truyền cảm giác tự nhiên cho cách và cảm giác thư giãn. |

Một số mục đích nêu trên có những xung đột và các nhà điều hành đập cần phải làm cho sự cân bằng năng động. Ví dụ phát điện và cấp nước cần phải giữ cho mực nước hồ cao trong khi công tác phòng chống lũ lụt sẽ phải giữ mực nước thấp. Nhiều đập nước ở những nơi có lượng mưa dao động trong một chu kỳ hàng năm cũng sẽ thấy sự dao động mực nước hồ hàng năm trong một nỗ lực để cân bằng những mục đích khác nhau. Việc quản lý đập trở thành một bài toán phức tạp giữa các bên liên quan.

### Vị trí

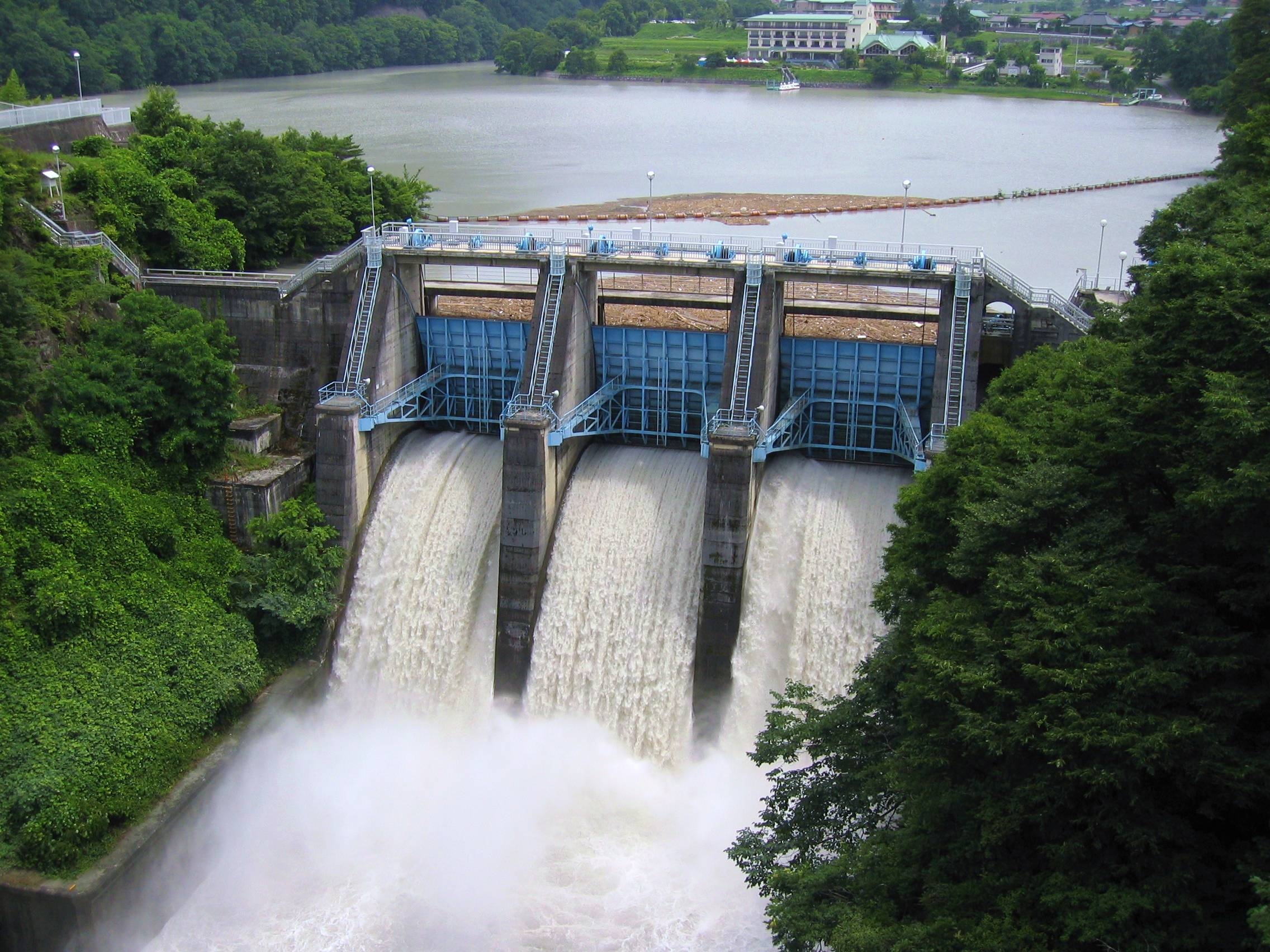
Đập Takato xả nước

Vị trí tốt nhất để xây đập là phần hẹp của thung lũng sông sâu; hai vách thung lũng có thể dùng làm các tường tự nhiên. Chức năng cơ bản của cấu trúc đập là lấp đầy nước trong khoảng cao thiết kế của đập trong kênh dẫn. Vị trí được chọn phải đảm bảo khoảng không tối thiểu để có khả năng chứa đủ nước cần thiết.
Ý nghĩa của các yếu tố kỹ thuật và địa chất cần quan tâm trong khảo sát xây dựng đập gồm:
- Độ thấm của đất đá xung quanh
- Các đứt gãy kiến tạo
- Trượt lở và ổn định mái dốc
- Mực nước ngầm
- Dòng chảy đỉnh lũ
- Lắng đọng vật liệu
- Tác động môi trường đến đánh bắt thủy sản trên sông, rừng và động vật hoang dã
- Những tác động đến nơi sinh sống của con người
- Bồi thường đất ngập lụt cũng như tái định cư
- Loại bỏ các vật liệu độc và vật liệu xây dựng trong khu vực hồ chứa

### Đánh giá tác động
Tác động được đánh giá theo nhiều cách: những lợi ích đối với xã hội từ việc xây đập (nông nghiệp, nước, phòng chống thiệt hại và điện năng), tác hại đối với tự nhiên và sinh vật hoang dã, tác động về địa chất của khu vực – hoặc thay đổi dòng chảy và các mức độ tăng hoặc giảm sự ổn định, và sự gián đoạn đối với cuộc sống con người.

#### Tác động môi trường

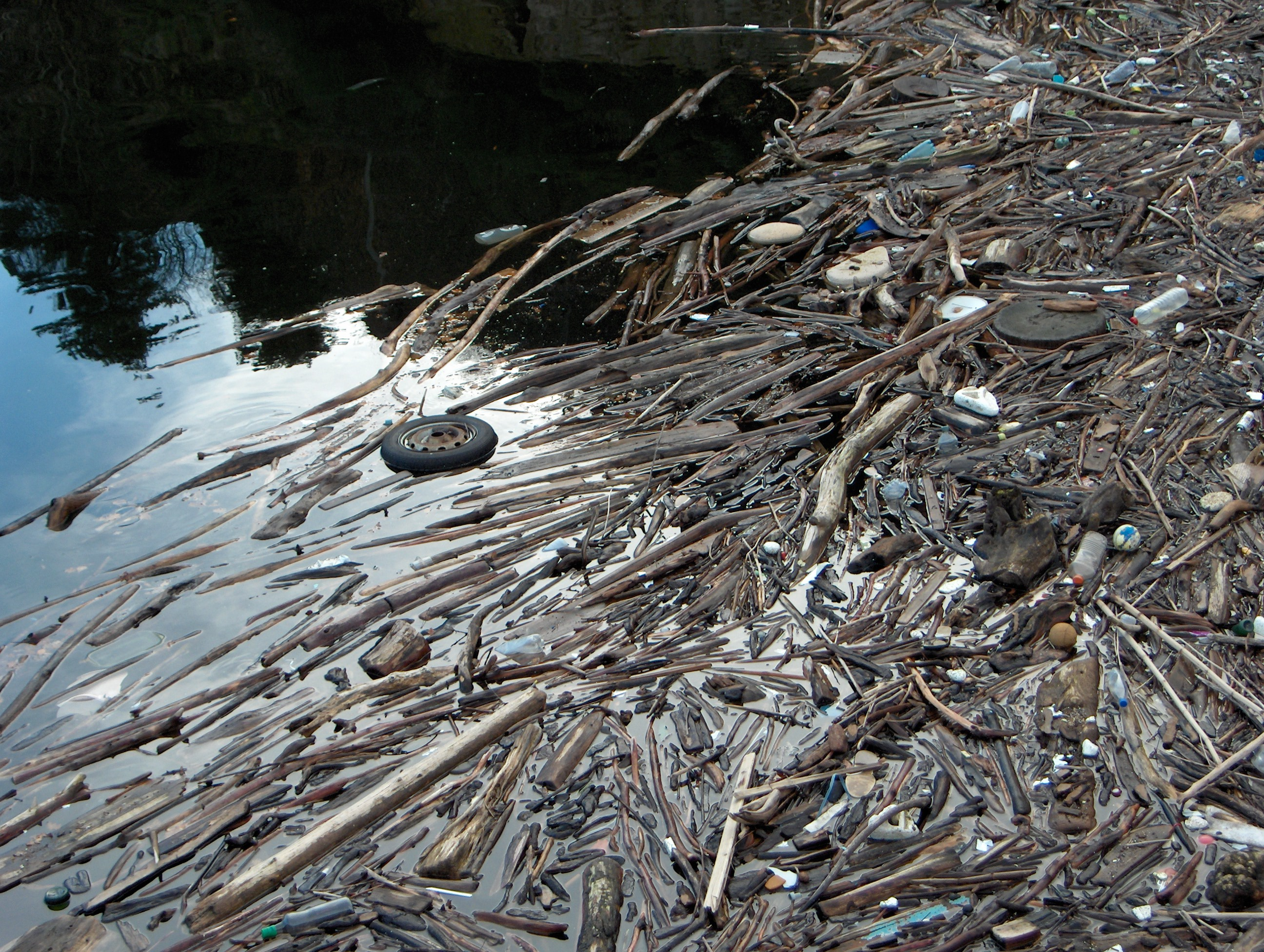
Gỗ và rác tích tụ do đập

Các hồ chứa sau đập ảnh hưởng đến nhiều mặt sinh thái của sông. Địa hình và động lực sông phụ thuộc vào bề rộng của dòng chảy trong khi đoạn sông bên dưới đập thường trải qua thời gian dài để đạt đến trạng thái cân bằng dòng chảy mới. Nước xả từ các hồ chứa bao gồm cả việc đi qua tourbin thường chứa rất ít chất lơ lửng, và điều này đến lượt nó có thể gây ra sự xáo trộn vật liệu trầm tích đáy và bờ sông gây xâm thực.
Các đập cổ hơn thường thiếu các đường dẫn cá, đường dẫn này giúp cho cá có thể di chuyển về thượng lưu để sinh đẻ theo cách tự nhiên của chúng, gây gián đoạn vòng sinh sản và di chuyển của cá. Thận chí nếu có đường dẫn cá thì chúng cũng có tác dụng ngăn cản và không phải lúc nào cá cũng có thể đến được bãi đẻ ở thượng lưu. Ở một vài khu vực, cá con được vận chuyển về hạ lưu bằng sà lan nhiều lần trong năm.
Một đập lớn có thể làm mất toàn bộ hệ sinh thái bao gồm các loài nguy cấp và các loài chưa được phát hiện trong khu vực, và thay thế môi trường nguyên thủy bằng một hồ chứa nước nội địa.
Các hồ chứa nước lớn sau đập đã cho thấy những ảnh hưởng của chúng đến hoạt động địa chấn, do sự thay đổi tải trọng cột nước lên nền đất tự nhiên.
Các đập cũng có vai trò làm gia tăng sự ấm lên toàn cầu. Mực nước thay đổi trong đập và hồ chứa là một trong những nguồn chính sinh ra khí nhà kính như metan. Trong khi các đập và hồ chứa che phủ chỉ một phần nhỏ bề mặt Trái Đất, chúng nuôi dưỡng hoạt động sinh học mà có thể sinh ra một lượng lớn khí nhà kính.

#### Tác động xã hội

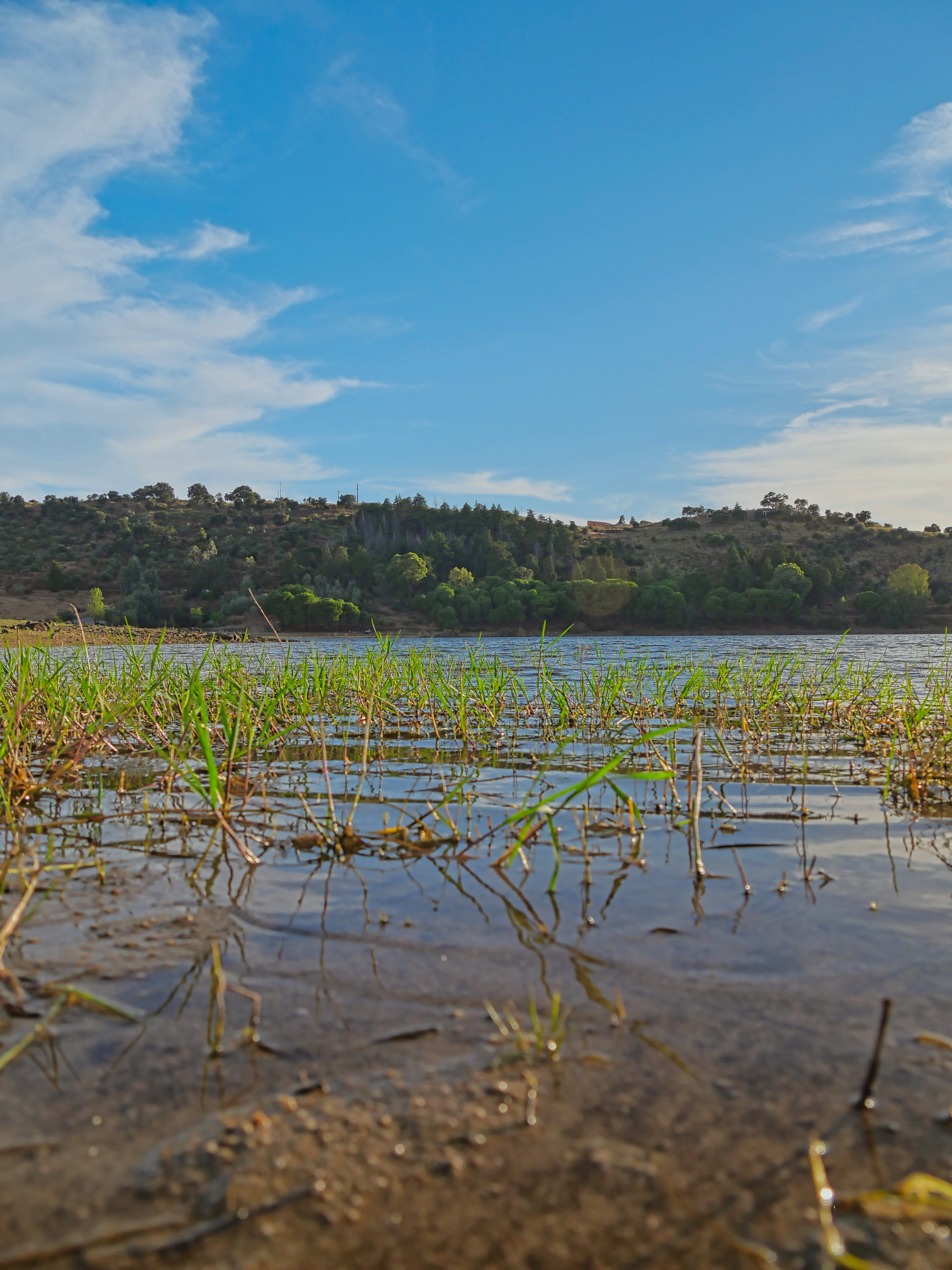
Vùng Barragem Marechal Carmona ở Bồ Đào Nha

Tác động về mặt xã hội của đập cũng đáng kể. Nick Cullather lập luận trong Hungry World: America's Cold War Battle Against Poverty in Asia rằng xây dựng đập cần chính phủ di dời dân cư, và nó thường bị các nhà quy hoạch lạm dụng. Ông dẫn ra rằng Morarji Desai, Bộ Nội vụ Ấn Độ, trong một phát ngôn năm 1960 với các dân làng về đập Pong, ông đã đe dọa "xả nước" và nhấn chìm dân làng nếu họ không hợp tác.
Ví dụ, Đập Tam Hiệp trên sông Dương Tử ở Trung Quốc lớp hơn gấp 5 lần kích thước đập Hoover (Hoa Kỳ), và tạo ra một hồ chứa dài 600 km được dùng để phát điện. Công tác xây dựng làm mất nhà cửa của hơn 1 triệu dân và cần một lượng lớn diện tích cho tái định cư, mất đi các vị trí khảo cổ và văn hóa có giá trị, cũng những thay đổi đáng kể về sinh thái. Ước tính đến hiện nay có 40–80 triệu dân số trên toàn cầu đã di dời khỏi nhà cửa của họ do ảnh hưởng của việc xây dựng đập.

#### Kinh tế
Xây dựng nhà máy thủy điện cần thời gian nghiên cứu tiền khả thi lâu dài về địa điểm, nghiên cứu thủy văn, và đánh giá tác động môi trường, và là các dự án quy mô lớn so với các nhà máy phát điện dùng nhiên liệu hóa thạch truyền thống. Nhiều vị trí có thể mang lại hiệu quả kinh tế với mục đích phát điện thì hạn chế; các vị trí mới có khuynh hướng xa các trung tâm đô thị và thường cần phải đầu tư mạng lưới truyền tải điện.